# 原田知恵
原田 知恵（はらだ ともえ、1975年8月29日 - ）は、大阪を拠点に活動しているフリーアナウンサー、タレントである。芸能事務所、舞夢プロに所属。

## 人物
広島県呉市出身。安田女子大学文学部英語英米文学科卒業。
大学卒業後には、JALウィング（現株式会社JALスカイ関西）航務部でのグランドスタッフや、JALエクスプレスでの契約制客室乗務員などを経験した。2003年（平成15年）4月、テレビ大阪の契約アナウンサーとなり、2006年（平成18年）3月まで務めた。プロ野球・阪神タイガースのファンである。

## 出演

### テレビ大阪
- ビジネス525（テレビ大阪・メイン司会）
- イブニングサテライト（テレビ大阪・キャスター・2003年4月-2004年3月26日）

### その他
- 山中つよしの美・happy（ABCラジオ、リポーター、2007年4月-）
- ほっとハート!にちよう柴田塾（ABCラジオ・アシスタント・2006年4月-2007年4月1日）
- 街角トレジャーハンター（eo光テレビ・リポーター・2007年4月-）